# Los Angeles Times
Los Angeles Times (skrajšano LA Times) je dnevni časopis, ki je začel izhajati v Los Angelesu leta 1881. Od leta 2018 ima sedež v sosednjem predmestju El Segundo, in je šesti največji časopis po nakladi v Združenih državah. Publikacija je prejela več kot 40 Pulitzerjevih nagrad. Je v lasti Patricka Soon-Shionga, izdaja pa ga podjetje Times Mirror Company. Časopisa pokriva Kalifornijo in zlasti zgodbe iz južne Kalifornije.
V 19. stoletju je časopis pridobil sloves državljanskega poveličevanja in nasprotovanja delavskim sindikatom, kar je leta 1910 vodilo do bombardiranja njegovega sedeža. Odmevnost časopisa se je močno povečala v šestdesetih letih dvajsetega stoletja pod založnikom Otisom Chandlerjem. V zadnjih desetletjih je število bralcev časopisa upadlo, pestila pa ga je vrsta lastniških sprememb, zmanjševanja števila zaposlenih in drugih problemov. Januarja 2018 je osebje časopisa glasovalo za sindikalno združevanje in 16. oktobra 2019 so dobili svojo prvo sindikalno pogodbo. Časopis se je julija 2018 preselil iz svojega zgodovinskega sedeža v središču mesta v objekt v El Segundo, blizu mednarodnega letališča Los Angeles.